# Ios (ostrov)
Ios (druhý pád Iu) (řecky Ίος) je řecký ostrov ve východní části souostroví Kyklady v Egejském moři. Je to hornatý ostrov s délkou okolo 15 km a s šířkou 7 km. Spolu s neobydleným ostrůvkem Petalidi tvoří stejnojmennou obec. Ostrov Anafi má rozlohu 108,713 km² a obec 109,024 km². Nachází se 22,5 km jihovýchodně od Paru, 19 km jihozápadně od Naxu, 22 km západně od Amorgu a 18 km severně od Santorini. Ještě blíže se nacházejí menší ostrovy Iraklia ve vzdálenosti 10 km severovýchodně a Sikinos 6,5 km západně. Obec je součástí regionální jednotky Théra v kraji Jižní Egeis.

## Obyvatelstvo
V roce 2011 žilo v obci 2024 obyvatel, přičemž více než tři čtvrtiny obývaly hlavní město Ios zvané také Chora. Celý ostrov tvoří jednu obec, která se nečlení na obecní jednotky a komunity a skládá se přímo z 8 sídel a 1 neobydleného ostrůvku. V závorkách je uveden počet obyvatel jednotlivých sídel.
- obec, obecní jednotka a komunita Ios (2024)
  - sídla na hlavním ostrově — Agia Theodoti (12), Epano Kambos (57), Ios (1754), Koumbara (16), Manganari (29), Mpouris (31), Mylopotas (120), Psathi (5) – neobydlený ostrůvek — Petalidi (0).

## Historie
Vykopávky na kopci Skarkos odhalily, že ostrov Ios byl osídlen již v daleké minulosti. Poslední výzkumy ukazují, že lidé na Ios přišli kolem roku 1 050 př. n. l. Existovala zde Kykladská civilizace. Architektura Skarkosu je zachován místy až do výšky 3 m. Budovy tedy měly dvě patra s kamennou dlážděnou podlahou a s kanalizačním systémem. Byly tam objeveny v četném počtu dobře zachovalé keramiky, nářadí a náčiní z kovu, kamene a kostí.
Podle staré pověsti se Homerova matka narodila na ostrově. Možná tam má hrob i samotný Homér. Nicméně o tom neexistuje žádný důkaz. Na ostrově Iu jsou také vidět známky mykénského osídlení. V severní části ostrova můžeme najít benátský hrad z 15. století.

## Galerie

Mapa ostrova
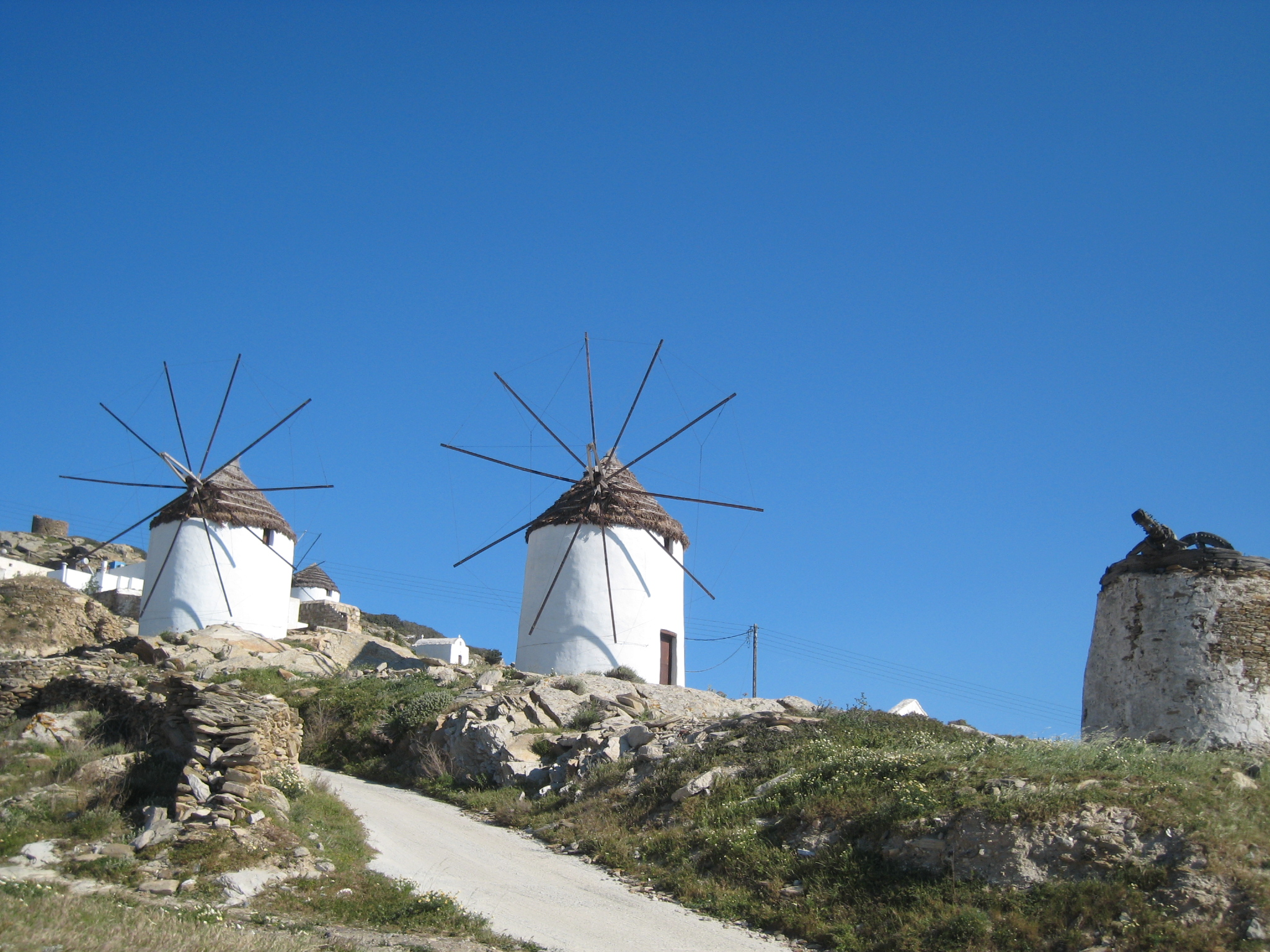
Větrné mlýny na ostrově Ios
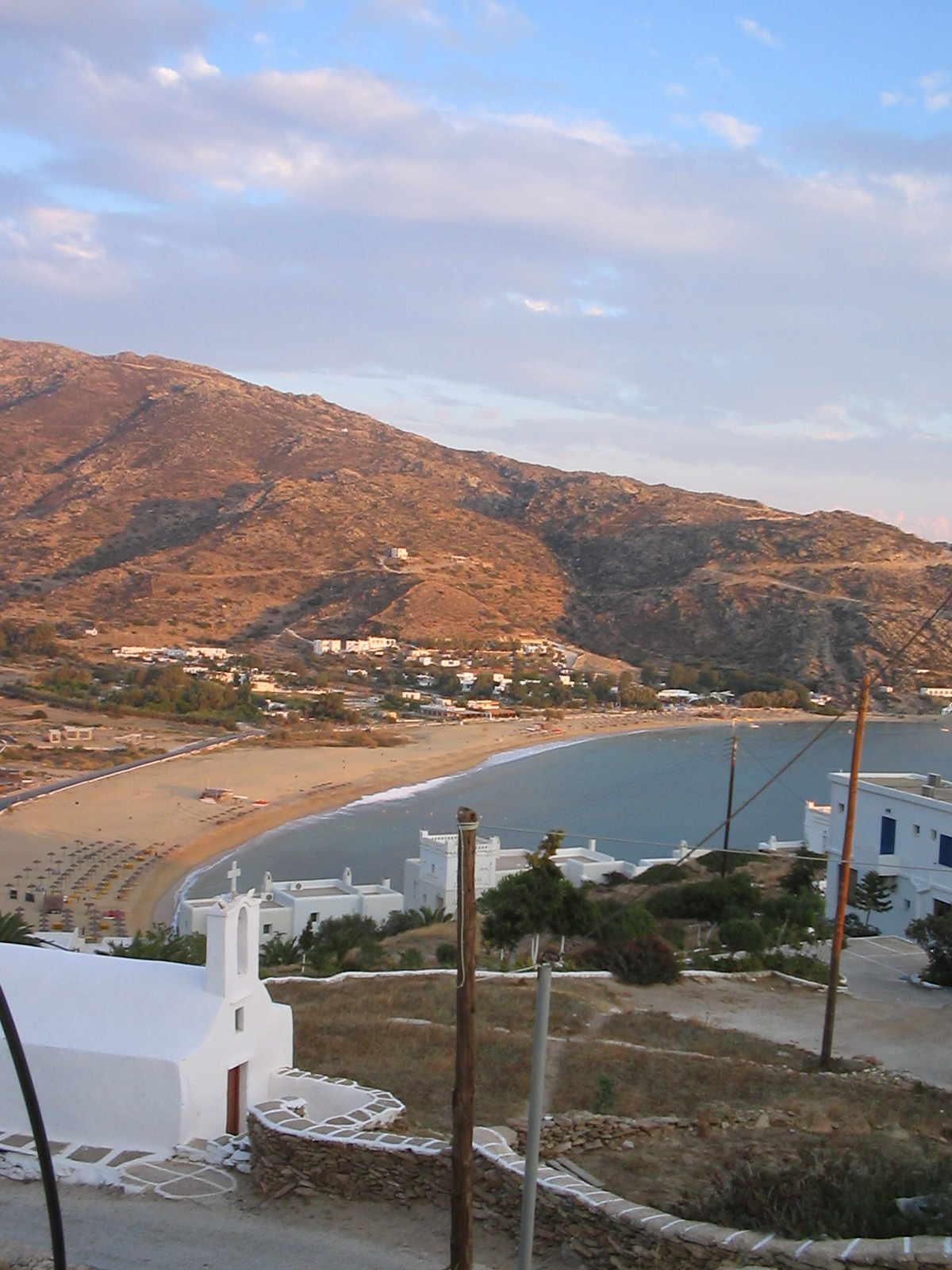
Vesnice Mylopotas na ostrově
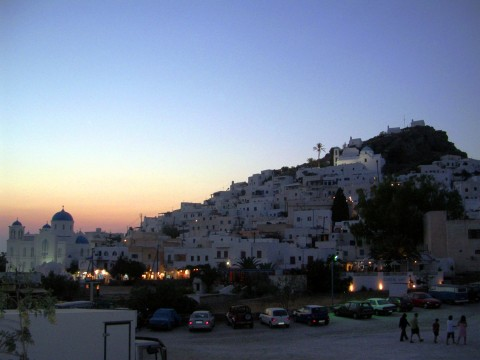
Město Chora při západu slunce